# Mabel Cahill
Mabel Esmonde Cahill (ur. 2 kwietnia 1863 w Ballyragget, hrabstwo Kilkenny, zm. 1 stycznia 1905) – irlandzka tenisistka.

## Kariera sportowa
Zdobywając tytuł mistrzowski w U.S. National Championships w 1891 roku, została pierwszą cudzoziemką, która wygrała jeden z największych turniejów tenisowych. Już w 1890 dotarła do finału rundy eliminacyjnej tych zawodów, jednak uległa Ellen Roosevelt. W 1891 ponownie awansowała do finału rundy eliminacyjnej, tym razem pokonując siostrę Ellen Roosevelt, Grace 6:3, 7:5. W finale głównym wzięła rewanż na Ellen Roosevelt, wygrywając 6:4, 6:1, 4:6, 6:3. Obroniła tytuł w 1892, po finałowym zwycięstwie nad Elisabeth Moore 5:7, 6:3, 6:4, 4:6, 6:2. W latach 1891–1892 wygrywała także grę podwójną na US Open, a w 1892 dodatkowo mikst (w parze z Clarence Hobartem). W okresie startów w US Open reprezentowała New York Tennis Club.
Nie broniła tytułu w 1893, mistrzostwo przypadło tym samym zwyciężczyni turnieju eliminacyjnego, Aline Terry.
W 1976 została przyjęta do Międzynarodowej Tenisowej Galerii Sławy.